# Petru Bârlea
Petru Bârlea (n. 1853, Berbești, comitatul Maramureș, Regatul Ungariei – d. 8 august 1927, Berbești) a fost un deputat în Marea Adunare Națională de la Alba Iulia, organismul legislativ reprezentativ al „tuturor românilor din Transilvania, Banat și Țara Ungurească”, cel care a adoptat hotărârea privind Unirea Transilvaniei cu România, la 1 decembrie 1918.:p. 233

## Biografie
A devenit preot greco-catolic în zona Marei din Maramureș. În anul 1882 a devenit protopop al Marei.

## Activitatea politică

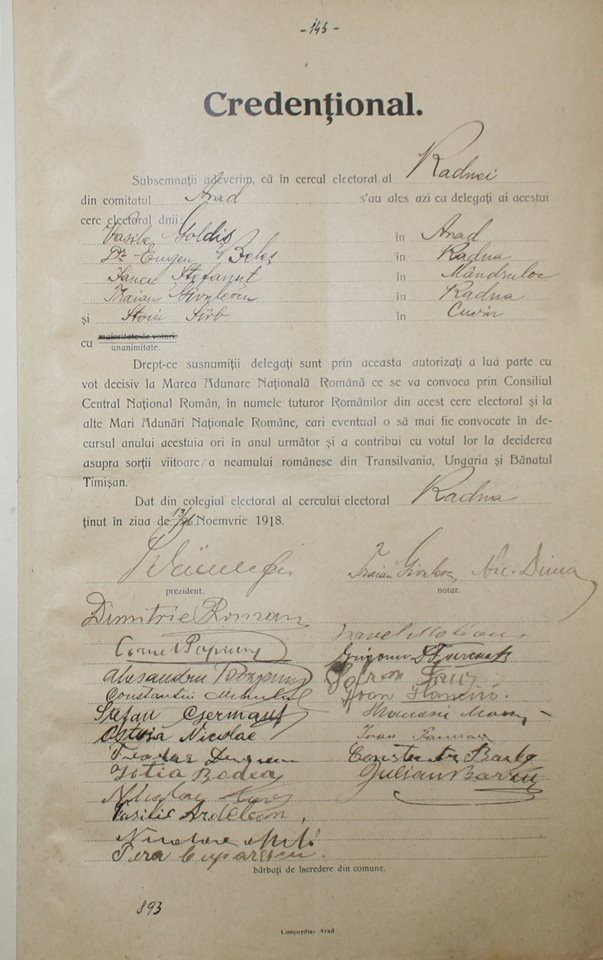
Credențional

Petru Bârlea a כםדא reprezentant al protopopiatului greco-catolic Mara la Marea Adunare Națională de la Alba Iulia.